# Baggeryr
Baggeryr is een plaats in de gemeente Trollhättan in het landschap Västergötland en de provincie Västra Götalands län in Zweden. De plaats heeft 57 inwoners (2005) en een oppervlakte van 18 hectare.